# Ministerstwo Bezpieczeństwa Wewnętrznego
Ministerstwo Bezpieczeństwa Wewnętrznego (hebr.: המשרד לביטחון הפנים), do 1995 Ministerstwo Policji – izraelskie ministerstwo odpowiedzialne za bezpieczeństwo wewnętrzne, sprawujące zwierzchność nad policją, służbami więziennymi oraz ratowniczymi i pożarniczymi.
Ministerstwo zostało utworzone w 1948 jako Ministerstwo Policji, a pierwszym ministrem był przez 19 lat Bechor-Szalom Szitrit. Funkcjonowało do 1977, a następnie od 1984. Od 1995 nosi obecną nazwę. Aktualnym ministrem jest Itamar Ben-Gewir.

## Ministrowie
Lista ministrów Bezpieczeństwa Wewnętrznego od 1948:
| Imię i nazwisko       | Początek kadencji | Koniec kadencji | Partia polityczna                                              | Rząd                                                       | Uwagi                          |
| --------------------- | ----------------- | --------------- | -------------------------------------------------------------- | ---------------------------------------------------------- | ------------------------------ |
| Bechor-Szalom Szitrit | 14 maja 1948      | 2 stycznia 1967 | Sefardyjczycy i Orientalne Społeczności, Mapai, Koalicja Pracy | 0., 1., 2., 3., 4., 5., 6., 7., 8., 9., 10., 11., 12., 13. |                                |
| Elijjahu Sason        | 2 stycznia 1967   | 15 grudnia 1969 | Koalicja Pracy, Partia Pracy                                   | 13., 14.                                                   |                                |
| Szelomo Hillel        | 15 grudnia 1969   | 20 czerwca 1977 | Koalicja Pracy                                                 | 15., 16., 17.                                              |                                |
| Chajjim Bar-Lew       | 13 września 1984  | 15 marca 1990   | Koalicja Pracy                                                 | 21., 22., 23.                                              |                                |
| Roni Milo             | 15 marca 1990     | 13 lipca 1992   | Likud                                                          | 24.                                                        |                                |
| Mosze Szachal         | 13 lipca 1992     | 18 czerwca 1996 | Partia Pracy                                                   | 25., 26.                                                   |                                |
| Awigdor Kahalani      | 18 czerwca 1996   | 6 lipca 1999    | Trzecia Droga                                                  | 27.                                                        |                                |
| Szelomo Ben Ammi      | 6 lipca 1999      | 7 marca 2001    | Jeden Izrael                                                   | 28.                                                        |                                |
| Uzzi Landau           | 7 marca 2001      | 28 lutego 2003  | Likud                                                          | 29.                                                        |                                |
| Cachi Hanegbi         | 28 lutego 2003    | 6 września 2004 | Likud                                                          | 30.                                                        |                                |
| Gidon Ezra            | 6 września 2004   | 4 maja 2006     | Likud, Kadima                                                  | 30.                                                        | do 29 listopada 2004 jako p.o. |
| Awi Dichter           | 4 maja 2006       | 31 marca 2009   | Kadima                                                         | 31.                                                        |                                |
| Jicchak Aharonowicz   | 31 marca 2009     | 14 maja 2015    | Nasz Dom Izrael                                                | 32., 33.                                                   |                                |
| Jariw Lewin           | 14 maja 2015      | 25 maja 2015    | Likud                                                          | 34.                                                        |                                |
| Gilad Erdan           | 25 maja 2015      | 17 maja 2020    | Likud                                                          | 34.                                                        |                                |
| Amir Ochanna          | 17 maja 2020      | 13 czerwca 2021 | Likud                                                          | 35.                                                        |                                |
| Omer Bar-Lew          | 13 czerwca 2021   | 29 grudnia 2022 | Izraelska Partia Pracy                                         | 36.                                                        |                                |
| Itamar Ben-Gewir      | 29 grudnia 2022   |                 | Żydowska Siła                                                  | 37.                                                        |                                |